# Burni Barisan
Burni Barisan är en bergskedja i Indonesien.   Den ligger i provinsen Aceh, i den västra delen av landet, 1 500 km nordväst om huvudstaden Jakarta.